# Anna Hřebřinová
Anna Hřebřinová (11. listopadu 1908, Praha – 6. prosince 1993, tamtéž) byla česká a československá sportovní gymnastka, držitelka stříbrné medaile v soutěži družstev žen z LOH 1936 v Berlíně.